# Toni Bertorelli
Toni Bertorelli (* 18. März 1948 in Barge, Piemont; † 26. Mai 2017 in Rom) war ein italienischer Schauspieler, der bei seinen Filmen insbesondere Mitglieder der Mafia verkörperte. Unter anderem spielte er 1997 in der Verfilmung des Dramas Der Prinz von Homburg, 2004 in Die Passion Christi und 2006 in Der Italiener. Bertorelli wurde auch unter den Namen Antonio Bertorelli, Tonino Bertorelli und Tony Bertorelli gelistet.
Toni Bertorelli starb am 26. Mai 2017 im Alter von 69 Jahren in Rom.

## Filmografie (Auswahl)
- 1971: I Buddenbrook (Fernsehminiserie, Folge 1x04)
- 1984: La ragazza dell’addio (Fernsehminiserie, drei Folgen)
- 1993: Il giovane Mussolini (Fernsehminiserie, drei Folgen)
- 1997: Der Prinz von Homburg (Il principe di Homburg)
- 2001: Das Zimmer meines Sohnes (La stanza del figlio)
- 2002: Casanova – Ich liebe alle Frauen (Il giovane Casanova, Fernsehfilm)
- 2004: Die Passion Christi (The Passion of the Christ)
- 2005: Karol – Ein Mann, der Papst wurde (Karol, un uomo diventato Papa)
- 2006: Im Zeichen des Drachen (La moglie cinese, Fernsehminiserie)
- 2006: Der Italiener (Il caimano)
- 2007: Seide (Silk)
- 2008: Pinocchio
- 2009: Romy (Fernsehfilm)
- 2011–2013: Rossella (Fernsehserie, neun Folgen)
- 2016: Der junge Papst (The Young Pope, Fernsehserie, zehn Folgen)